# Атеринки
Атеринки — посёлок в Усть-Ишимском районе Омской области России. Входит в состав Усть-Ишимского сельского поселения. Население 38 чел. (2010) .

## История
В соответствии с Законом Омской области от 30 июля 2004 года № 548-ОЗ «О границах и статусе муниципальных образований Омской области» посёлок вошёл в состав образованного Усть-Ишимского сельского поселения. 

## География
Расположен на востоке региона, в пределах Ишимской равнины, являющейся частью Западно-Сибирской равнины, на р. Ишим..
Уличная сеть состоит из двух географических объектов: ул. Речная и ул. Центральная
Абсолютная высота — 53 м. над уровнем моря.

## Население
| 2010 |
| ---- |
| 38   |

Гендерный состав
По данным Всероссийской переписи населения 2010 года в гендерной структуре населения из 38 человек мужчин — 22, женщин — 16 (57,9 и 42,1  % соответственно) .
Национальный состав
Согласно результатам переписи 2002 года, в национальной структуре населения татары составляли 54 %, русские 42 %  от общей численности населения в чел.

## Инфраструктура
Пристань на Ишиме. 

## Транспорт
Водный транспорт